# Detzeln
Detzeln is een plaats in de Duitse gemeente Waldshut-Tiengen, deelstaat Baden-Württemberg, en telt 274 inwoners (2004).